# Etimológiai szótár (2006)

## A szótár adatai
Zaicz Gábor (főszerkesztő): Etimológiai szótár

Magyar szavak és toldalékok eredete

1024 oldal, B/5, keménytáblás

Budapest, Tinta Könyvkiadó

Első kiadás: 2006

ISSN 1589-4371

ISBN 963709401 6
A magyar nyelv kézikönyvei sorozat 12. tagja

Sorozatszerkesztő: Kiss Gábor

## Statisztikai adatok
1024 oldal, 8945 szócikk, 11 585 származékszó. A szótári részben (941 oldal) 3,8 millió betű található. Összes nyelvi elem: 20 530

## A szótár tartalomjegyzéke
| Bevezető:                                                           | VII   |
| Irodalomjegyzék:                                                    | XIV   |
| A jelentősebb magyar nyelvemlékek a 16. század végéig:              | XVIII |
| A hangjelölés:                                                      | XX    |
| Etimológiai szótár:                                                 | 1     |
| A szavak és a toldalékok az első írásos előfordulásuk sorrendjében: | 943   |
| A szavak eredet szerinti csoportosítása:                            | 969   |
| Szakkifejezések lexikona:                                           | 991   |

## Sajtóbemutató
A bemutatóra a Magyar Tudományos Akadémia Képes Termében (V., Roosevelt tér 9.) 2006. június 15-én került sor. A szótárat Kiss Gábor, a Tinta Könyvkiadó igazgatója mutatta be.

## Bővebben a szótárról
Sokáig nem állt rendelkezésünkre olyan szakszerű, egykötetes szótár, amely választ adhatott volna kérdéseinkre. Az Etimológiai szótár nemcsak tudományos oldalról, hanem már a nagyközönség igényeihez mérten precízen próbálja ismertetni a szavak eredetét. A szavak eredetükkel és a hozzájuk kapcsolódó művelődéstörténeti érdekességekkel vallanak a magyarság történeti adatok nélküli korai históriájáról és újkori történelméről.
Először Benkő Loránd 1976-ban hívta fel a figyelmet a magyar szótárírás hiányosságára. 2000-ben Kiss Lajos akadémikus (1922–2003) hasonlóan érvelt, s nyilatkozott egy új etimológiai szótárról. Zaicz Gábor főszerkesztő és Kiss Gábor kiadóvezető közösen ismertették vele egy leendő, egykötetes szótár tervét. Egy olyan szótárat szerettek volna megalkotni, amely közérthető és elég olvasmányos szövegét a diákok is könnyedén elsajátíthatják.
A Tinta Könyvkiadó 1024 oldalas Etimológiai szótára több évtizedes hiányt pótol. A nagyközönség számára készített kézikönyv 8945 szócikkben magas színvonalon és szakszerűen dolgozza fel a magyar nyelvi elemek eredetét. 8670 szócikk a szavak etimológiáját ismerteti, 275 pedig – elsőként a magyar szótárirodalomban – a magyar toldalékok eredetét adja meg. Az Etimológiai szótár közel kétszáz olyan szót is tartalmaz, mely korábban nem szerepelt egy etimológiai szótárunkban sem. A szócikkek minden esetben közlik a címszó első írásos előfordulásának évszámát, majd részletesen ismertetik a szó eredetét, keletkezésének módját. Az Etimológiai szótár szerzői feltüntetik azt is, ha egy-egy eredeztetés nem teljesen bizonyos, hanem vitatott vagy csak valószínű. A szócikkekben a címszavakon túl további 11 585 származékszó eredetét találja meg az olvasó.
A szótári rész után a kézikönyv ismeretterjesztő célkitűzésének megfelelően a következő három függeléket találjuk: 1. A szavak és a toldalékok első írásos előfordulásuk sorrendjében. 2. A szavak eredet szerinti csoportosítása. 3. Szakkifejezések lexikona. Ez utóbbi 175 szakszó közérthető magyarázatát tartalmazza.
Zaicz Gábor főszerkesztő és a szócikkek öt szerzője – Dolovai Dorottya, Jankovicsné Tálas Anikó, Sipőcz Katalin, Tamás Ildikó és T. Somogyi Magda – a magyar nyelvtörténet elismert kutatói, akik nyelvünket, szakterületüket egyetemi képzés keretében magas szinten oktatják.

## A szótár szócikkeinek szerkezete
A szótár végén található a szavak eredet szerinti csoportosítása, amelyet összevethetünk a szócikkekben található eredet megjelölésekkel és változás magyarázatokkal.

## A könyvről írták
- Tinta Könyvkiadó – Az Etimológiai szótárról megjelenő publikációk listája
- A szótármány